# The Crowns
The Crowns is een golftoernooi in Japan. Het wordt altijd gespeeld op de Wago Course van de Nagoya Golf Club in Nagoya en maakt sinds 1973 deel uit van de Japan Golf Tour.
De eerste editie was in 1960. De bedoeling was om professionals tegen amateurs te laten spelen, maar het toernooi werd nooit door een amateur gewonnen. In 1967 werd het toernooi een Invitational, hetgeen onder meer betekende dat er voortaan beroemde buitenlandse spelers werden uitgenodigd. 
Masashi Ozaki won het toernooi vijf keer, Isao Osaji vier keer, en Ryo Ishikawa was de jongste winnaar. Hij vestigde in 2010 in de laatste ronde ook het laatste baanrecord van 58 (-12) en won met een voorsprong van vijf slagen. 

## Winnaars
| Chunichi Crowns - 1960: Torakichi Nakamura - 1961: Tomoo Ishii - 1962: Tadashi Kitta - 1963: Kenji Hosoishi - 1964: Teruo Sugihara - 1965: Tadashi Kitta - 1966: Shigeru Uchida International Invitational Golf Chunichi Crowns - 1967: Hsieh Min-Nan - 1968: Haruo Yasuda - 1969: Peter Thomson - 1970: Haruo Yasuda - 1971: Lu Liang-Huan | - 1972: Peter Thomson - 1973: Isao Aoki - 1974: Takashi Murakami - 1975: Isao Aoki - 1976: David Graham - 1977: Graham Marsh - 1978: Isao Aoki - 1979: Isao Aoki - 1980: Isao Aoki - 1981: Graham Marsh - 1982: Gary Hallberg - 1983: Tze-Ming Chen - 1984: Scott Simpson - 1985: Seiji Ebihara - 1986: David Ishii | The Crowns - 1987: Masashi Ozaki - 1988: Scott Simpson - 1989: Greg Norman - 1990: Noboru Sugai - 1991: Severiano Ballesteros - 1992: Masashi Ozaki - 1993: Peter Senior - 1994: Roger Mackay - 1995: Masashi Ozaki - 1996: Masashi Ozaki - 1997: Masashi Ozaki - 1998: Davis Love III - 1999: Yasuharu Imano - 2000: Hidemichi Tanaka | - 2001: Darren Clarke - 2002: Justin Rose - 2003: Hidemasa Hoshino - 2004: Shingo Katayama - 2005: Naomichi Ozaki - 2006: Shingo Katayama - 2007: Hirofumi Miyase - 2008: Tomohiro Kondo - 2009: Tetsuji Hiratsuka - 2010: Ryo Ishikawa - 2011: Brendan Jones - 2012: Jang Ik-jae |